# Pachythone nigriciliata
Pachythone nigriciliata är en fjärilsart som beskrevs av William Schaus 1913. Pachythone nigriciliata ingår i släktet Pachythone och familjen Riodinidae. Inga underarter finns listade i Catalogue of Life.